# Gåbddåjávrre (Gällivare socken, Lappland)
Gåbddåjávrre, enligt tidigare ortografi Kåbtåjaure, är en sjö i Gällivare kommun i Lappland och ingår i Luleälvens huvudavrinningsområde. Sjön har en area på 19,9 kvadratkilometer och ligger 666 meter över havet. Sjön avvattnas av vattendraget Njuniseatnu.

## Delavrinningsområde
Gåbddåjávrre ingår i det delavrinningsområde (754514-155846) som SMHI kallar för Utloppet av Kåbtåjaure. Medelhöjden är 816 meter över havet och ytan är 74,49 kvadratkilometer. Räknas de 2 avrinningsområdena uppströms in blir den ackumulerade arean 175,89 kvadratkilometer. Njuniseatnu som avvattnar avrinningsområdet har biflödesordning 5, vilket innebär att vattnet flödar genom totalt 5 vattendrag (Suorggejohka, Tjävrráädno, Viedásädno, Stora Luleälven och Luleälven) innan det når havet efter 392 kilometer. Avrinningsområdet består mestadels av kalfjäll (73 procent). Avrinningsområdet har 20,01 kvadratkilometer vattenytor vilket ger det en sjöprocent på 26,8 procent.